# Penisola iberica
La penisola iberica, anche conosciuta come Iberia (da non confondere con l'omonima Iberia, corrispondente all'incirca alle parti orientali e meridionali dell'odierna Georgia storica) rappresenta l'estrema propaggine dell'Europa sud-occidentale. Ha una superficie di circa  596 000 km², benché i due maggiori Stati, Spagna e Portogallo, ne comprendano da soli quasi tutta l'estensione. Andorra e Gibilterra sono microstati.
Parte della Francia (Alta Cerdagna), un tempo di lingua maggioritaria catalana prima della francesizzazione forzata, era sotto la Spagna e si trova geograficamente nella penisola iberica. La popolazione ammonta a 56.730.914 abitanti.
Separa il Mar Mediterraneo dall'Oceano Atlantico (Stretto di Gibilterra) e ha un confine naturale parziale con la Francia nella catena dei Pirenei. La sua forma è rozzamente rettangolare e per effetto di ciò gran parte del suo territorio è lontana dal mare, il che causa nette differenze climatiche fra le parti costiere e quelle più interne. Il nome della regione deriva dagli Iberi, denominazione degli antichi abitanti del luogo (originari di tale regione) attribuita da Erodoto.

## Etimologia
Si deve ai Greci il nome Iberia. Citato infatti da Erodoto nel V secolo a.C., indicava popolazioni stanziate presso il fiume Iber (forse l'Ebro, ma non necessariamente). I Romani latinizzarono il nome in Hiberia, tuttavia denominarono sempre le loro province iberiche come Hispania, utilizzando il toponimo cartaginese Span o Spania, forse con il significato di "occulto" (per indicare un paese nascosto o remoto). Da ciò derivò la coincidenza ed intercambiabilità dei concetti di iberico e ispanico/spagnolo e di Iberia e Spagna; tale intercambiabilità venne meno solo nel corso dell'Età moderna quando il termine Spagna passerà soprattutto ad indicare (prima di fatto, poi ufficialmente) l'entità statuale comprendente gran parte della Penisola, mentre Iberia ad indicare la Penisola nel suo insieme.

## Geografia fisica

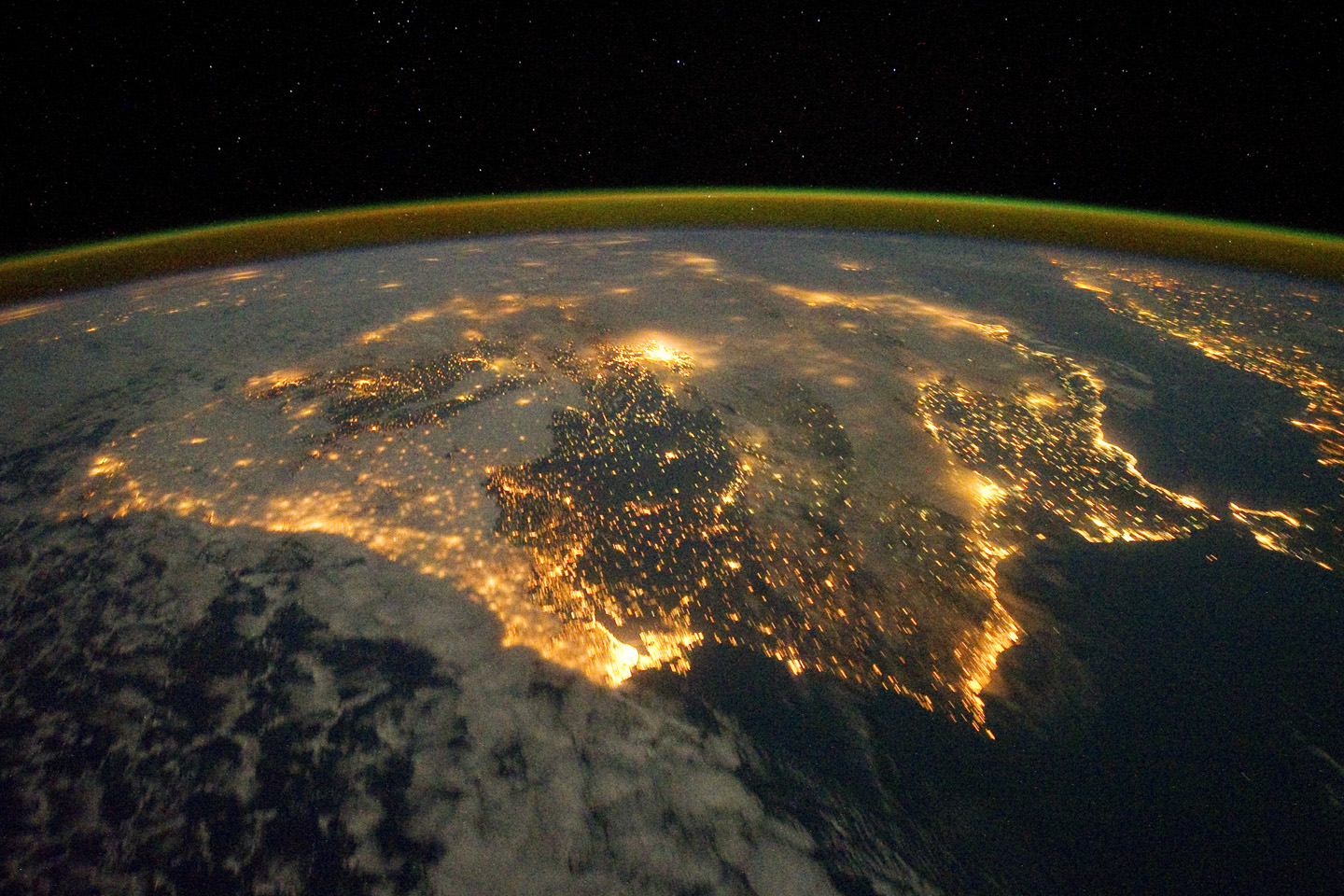
Vista notturna della penisola iberica (foto NASA).

I confini della penisola iberica sono vasti. A nord confina con l’oceano Atlantico. A est confina con la Francia e con il mar Mediterraneo. A sud confina con il mar Mediterraneo. A ovest confina con l’oceano Atlantico.

### Altopiani
La maggior parte del territorio continentale della penisola è costituita da un grande altopiano, la Meseta, con un'altezza media di circa 600-800 m. Questa conformazione è all'origine del clima continentale che ne caratterizza le regioni non costiere.

### Sistemi montuosi
I sistemi montuosi principali sono:
- il Sistema dei Pirenei, che separa la Penisola dal resto dell'Europa;
- la Cordigliera Cantabrica, che costituisce il margine montuoso settentrionale;
- il Sistema Centrale, composto da varie catene montuose, che corre dal Portogallo (Serra da Estrela) verso est. Questo complesso separa la Meseta settentrionale da quella meridionale, e il bacino del Duero da quello del Tago;
- la Cordigliera Betica, dove la Sierra Nevada ospita la cima più alta della penisola, il Pico de Mulhacén, e che riaffiora nel Mediterraneo nelle Isole Baleari.
- il Sistema Iberico, che delimita il bacino dell'Ebro;
- la Sierra Navada, il sistema più meridionale, che delimita il bacino del Guadalquivir.

### Idrografia
L'idrografia è pesantemente condizionata dalla presenza di estesi altopiani e dalla scarsità delle precipitazioni sulla maggior parte della penisola.

#### Fiumi

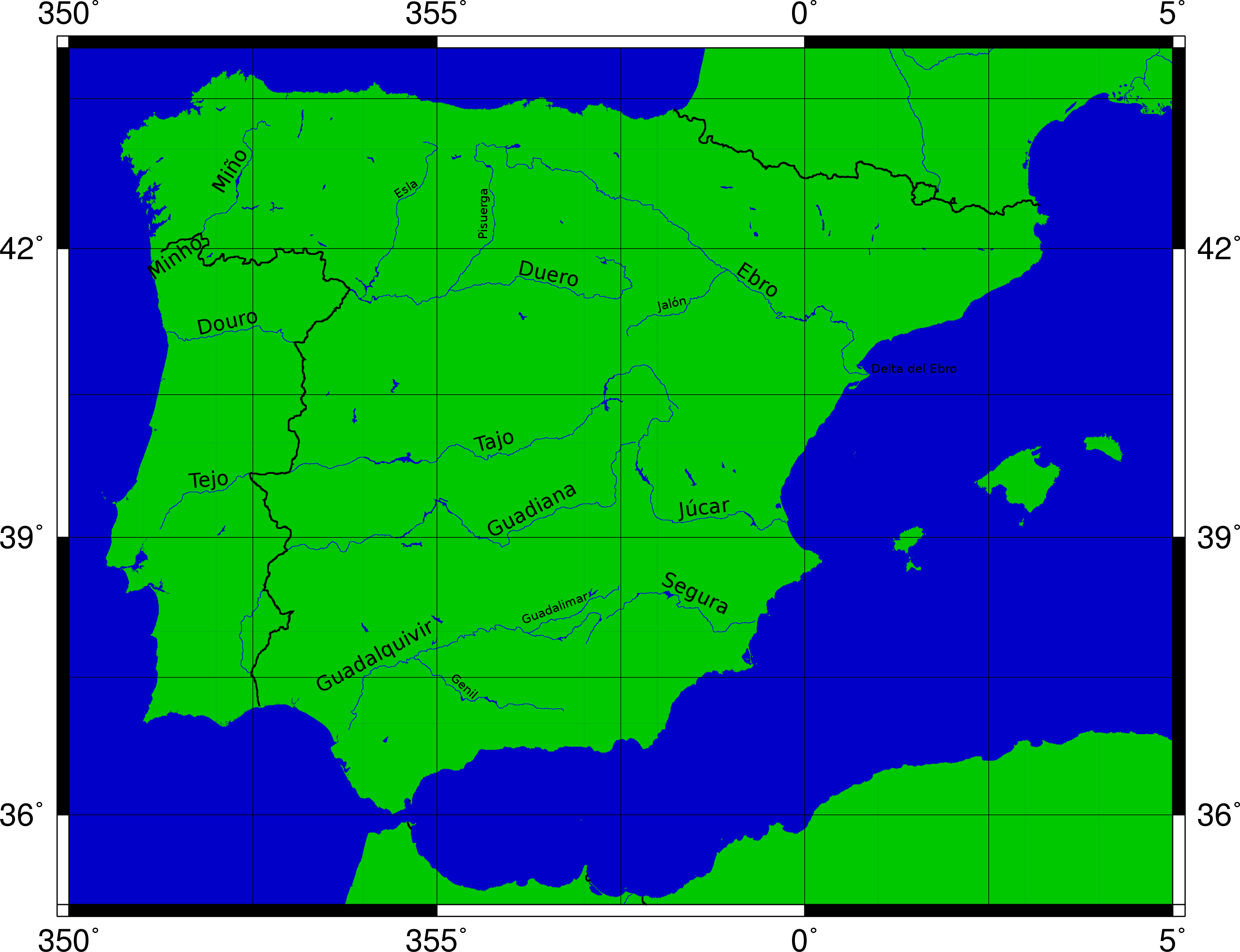
Mappa dei fiumi principali della penisola iberica.

La rete fluviale della penisola è ricca, ma di portata regolare sono solo i brevi fiumi del nord, grazie al clima umido oceanico. L'inclinazione prevalente della meseta verso ovest orienta verso l'Atlantico lo sbocco di gran parte dei fiumi peninsulari eccetto uno, ovvero l'unico fiume importante che sbocca nel Mediterraneo: l'Ebro. Per la forza delle maree oceaniche, i fiumi che sfociano nell'atlantico hanno tutti uno sbocco a estuario. I maggiori sono, da nord a sud:
- il Miño (lungo 310 km), che nasce in Spagna, nella Cordillera Cantàbrica, e costituisce la frontiera nord tra Spagna e Portogallo;
- il Duero (Douro, in portoghese, lungo 895 km), che nasce in Spagna, nel Sistema iberico, attraversa tra l'altro Burgos, Valladolid, e sfocia a Porto;
- il Tago (Tejo, in portoghese, il fiume più lungo della penisola, con i suoi 1.007 km), che nasce anch'esso in Spagna nel Sistema Iberico, attraversa fra l'altro Toledo e sfocia nel grande estuario e porto di Lisbona;
- il Guadiana (lungo 778 km), che nasce anch'esso in Spagna nel Sistema Centrale, sfocia nel golfo di Cadice e segna alcuni tratti della frontiera est del Portogallo con la Spagna (città di confine, Badajoz);
- il Guadalquivir, il fiume dell'Andalusia (lungo 657 km), che corre tutto in terra spagnola ed è navigabile fino a Siviglia (un tempo lo era fino a Cordova);
- il Segura, nasce presso la Sierra omonima e sfocia presso Guardamar del Segura nel mar Mediterraneo. Purtroppo, per la siccità in cui versa è il fiume più inquinato della Spagna. Esso però, ha un carattere assai capriccioso: al fronte della siccità (e dunque della bassa portata), durante le piogge torrenziali che si verificano ogni 5-9 anni, esonda assai facilmente, distruggendo ogni cosa sul suo cammino e provocando svariate vittime.

Il principale fiume che sfocia nel Mediterraneo è l'Ebro (lungo 910 km), che nasce nella Cordillera Cantàbrica e il cui ampio e complesso bacino attraversa tutto il corpo della Penisola da nordovest a sudest. È il fiume di maggiore portata della Penisola, soggetto a piene invernali e primaverili, attraversa fra l'altro Saragozza, e finisce in un delta a due bracci sede della zona umida più vasta del Mediterraneo occidentale, sede di grandi coltivazioni di riso e classificata parco naturale.

#### Laghi
Non ci sono laghi rilevanti, la regione è attraversata principalmente da fiumi.

#### Coste
La maggiore esposizione costiera (55%) è rivolta verso l'Atlantico, separato dal versante mediterraneo (che sviluppa circa 1.660 km di costa) dallo stretto di Gibilterra. Le coste sono ripide e montuose nella fascia settentrionale (tanto da formare, in Galizia, una sorta di fiordi, detti rìas), poi digradano dal Portogallo meridionale e diventano generalmente pianeggianti sul versante mediterraneo.
La costa nord est del versante Atlantico è denominata golfo di Biscaglia, quella a sud-ovest Golfo di Cadice. La costa mediterranea è denominata (procedendo da sud verso nordest): Costa del Sol, Costa Blanca, Costa del Azahar, Costa Daurada, Costa Brava.

### Isole
Di fronte alla Costa del Azahar è posto l'arcipelago delle Baleari, composto da due gruppi di isole di diversa natura geologica: a nord-est le Gimnesie, di cui le principali sono Maiorca, Minorca e Cabrera; più vicine alla costa le Pitiuse: Ibiza, Formentera e i loro isolotti.

### Punti estremi
- Punto più meridionale: Punta de Tarifa, Tarifa (Spagna).
- Punto più a nord: Punta di Estaca de Bares, Mañón (Spagna).
- Punto più a est: Cabo de Creus, Cadaqués (Spagna).
- Punto più a ovest: Cabo da Roca, Sintra (Portogallo).
- Punto più profondo: Torca del Cerro del Cuevón. (-1.589 m).
- Punto più elevato: Mulhacén (3.482 m).
- Temperatura più elevata: +47.4 °C a Siviglia, (Spagna), 1. agosto 2003.
- Temperatura più bassa: -32 °C presso il lago Estangento (Lleida, Spagna), 2 febbraio 1956.

## Geografia politica
Politicamente la penisola iberica è divisa in vari Stati e dipendenze elencati nella tabella seguente:
| Nome                      | Popolazione | Estensione (km²)                 | Capitale         | Lingua/e ufficiali                                       |
| ------------------------- | ----------- | -------------------------------- | ---------------- | -------------------------------------------------------- |
| Spagna                    | 48 797 875  | 506 030                          | Madrid           | spagnolo (castigliano) gallego, basco, catalano, aranese |
| Portogallo                | 10 343 066  | 92 152                           | Lisbona          | portoghese, mirandese                                    |
| Andorra                   | 85 101      | 468                              | Andorra la Vella | catalano                                                 |
| Gibilterra ( Regno Unito) | 34 003      | 6,5                              | Gibilterra       | inglese                                                  |
| Francia                   | 26 500      | 1 085,76 (su territorio iberico) | Parigi           | francese                                                 |
| Totale                    | 59 286 545  | 583.544                          |                  |                                                          |

## Storia

### Epoca preistorica: Iberi, Celti, Celtiberi
Nel nord della penisola popolazioni autoctone (dette solo convenzionalmente Iberi, come si è visto sopra) hanno lasciato tracce fin dall'epoca neolitica: risalgono a circa 15.000 anni prima dell'era moderna le straordinarie pitture rupestri delle grotta di Altamira, attribuite a cacciatori neolitici, e ancora in Cantabria sono state scavate (VI millennio a.C.) strutture megalitiche e fondi di capanne a Penha Oviedo.

Il territorio, che doveva essere scarsamente popolato, fu successivamente occupato dai Celti, battagliera popolazione indoeuropea le cui varie tribù, migrando dalle originarie pianure dell'Europa centrale, si espansero a partire dal III millennio a.C. verso occidente (fino all'Irlanda e poi lungo la costa atlantica ispanica) e verso sud (i Celti), in parte assoggettando le popolazioni autoctone e in parte mischiandosi ad esse (qui, i Celti stanziati nella meseta centrale divennero i Celtiberi, quelli localizzati a nordovest e ad ovest si chiamarono Lusitani).

### Epoca protostorica: Fenici, Cartaginesi, Greci, Etruschi
La diffusione dell'uso dei metalli nelle civiltà mediterranee orientali determinò la crescita del traffico marittimo finalizzato agli scambi nell'intero bacino. Ne conseguì, sulle coste (comprese le Baleari) e lungo il corso dei fiumi maggiori della penisola iberica, l'avvicendarsi lungo il I millennio a.C. di molti insediamenti di popolazioni provenienti da oriente: sono attestate presenze fenicio-cartaginesi (800/750-625/600) nel Sud, poi greche (625/600-540/530) - di cui la più nota e certa è Cadice, in Andalusia; di Tartesso, benché citatissima, non si è mai definito con esattezza il sito; infine anche etrusche a partire dal 590/570 con un apice dal 570/560 al 540/530.

La convivenza di queste colonie, in forte concorrenza tra loro e con le popolazioni preesistenti, fu a volte pacifica e a volte no; certo le Guerre puniche ne costituirono la fase conclusiva, ad esclusivo beneficio dei Romani.

### Epoca romana: leProvincia Hispaniadal II secolo a.C. al V secolo

La penisola iberica ai tempi della Spagna romana.

Fu nella Penisola iberica che si costituirono, nel 197 a.C., le prime due province romane fuori dalla Penisola italica: la Hispania citerior, comprendente la fascia costiera ad est dal basso corso dell'Ebro fino a Carthago Nova e la Hispania superior, che occupava la zona a sud-ovest. La Penisola restava tuttavia solo parzialmente conquistata, perdurando l'influenza dei Cartaginesi a sud e la resistenza delle bellicose popolazioni lusitane e celtibere a nord. La colonizzazione romana poté dirsi definitiva solo con la distruzione di Numanzia nel 133 a.C., e da allora le Hispaniae si avviarono a diventare le province tra le più ricche e meglio romanizzate del successivo impero.

Augusto ne riorganizzò la suddivisione amministrativa in 3 province: la Betica (Provincia Hispania Ulterior Baetica), con capitale Cordova, corrispondente all'odierna Andalusia; la Lusitania (Provincia Hispania Ulterior Lusitania), comprendente l'odierno Portogallo centro-meridionale e parte della Spagna centrale, separata dalla Betica dal fiume Guadiana e con capitale Merida; e la Tarraconensis (Provincia Hispania Citerior, la più ampia, estesa dalla Catalogna alla Galizia e al nord del Portogallo, con capitale Tarragona).

### I regni barbarici di Vandali, Suebi e Visigoti (409-711)

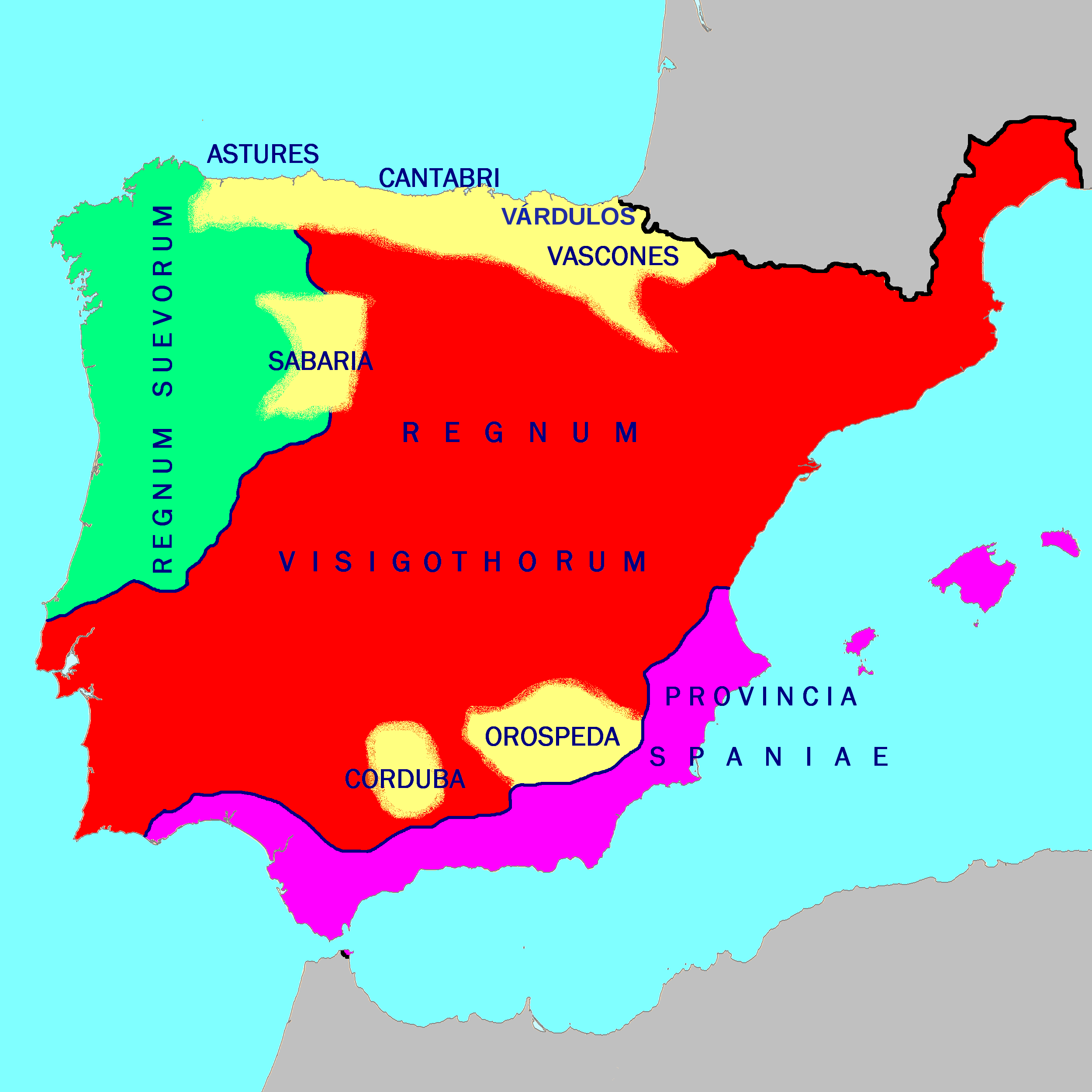
La penisola iberica attorno al 560, al tempo del dominio dei Visigoti.

La dissoluzione del sistema imperiale romano provocata dalla pressione delle popolazioni centroeuropee raggiunse, già nel V secolo, l'estremo occidente d'Europa. Per primi arrivarono dalla Gallia, nel 409, assieme ai Suebi ed agli Alani, i Vandali, partiti dai paesi baltici sotto la spinta degli Unni, che occuparono rapidamente l'intera Penisola per poi passare in Nordafrica e invadendo, in seguito, anche le Baleari, la Corsica, la Sardegna, la Sicilia. Della loro breve dominazione rimasero nella Penisola iberica pochi gruppi nel territorio centrale.
Mentre i Suebi costituirono un regno nel nord-ovest della penisola, che fu conquistato dai Visigoti, nel 585.
Furono i Visigoti, autorizzati dall'Imperatore Onorio a stanziarsi in Gallia, che, nel 416, passati in Spagna, per conto dell'imperatore, sconfissero gli Alani e i Vandali Silingi e costrinsero i Vandali Asdingi nella Betica, e poi, nel 429, in Africa, assieme agli Alani superstiti. Per alcuni decenni il regno dei Visigoti si estese dalla Gallia all'Oceano Atlantico, per poi ridursi, dopo il 509 alla sola penisola iberica e la Settimania poi con l'abbandono dell'arianesimo, nel III Concilio di Toledo, nel 589, sembrò consentire l'integrazione del popolo barbarico nella tradizione latina, ormai ufficialmente cristiana, nel regno di Toledo.

### Il dominio musulmano e laReconquista(711-1492)
L'invasione dei musulmani toccò nel 710 Algeciras (sullo stretto di Gibilterra) con una serie di incursioni guidate da Tarif ibn Malik. La vera occupazione iniziò però nel 711 in seguito alla spedizione organizzata dal berbero Tariq ibn Ziyad che dette il suo nome al promontorio antistante la costa africana (Jabal Tàriq, "la Montagna di Tàriq).
I suoi 7.000 uomini attaccarono il 19 luglio 711 l'esercito visigoto sul Rio Barbate (o sul fiume Guadalete) e travolsero re Roderigo grazie alla defezione di Achila, figlio del precedente re Vitiza, che intendeva vendicare il padre, il cui trono era stato usurpato appunto da Roderigo.
I musulmani avanzarono rapidamente e conquistarono Écija, Cordova e Toledo, insediando a Cordova un loro governo che dipendeva dal governatorato nordafricano di Qayrawan. Nel giugno 712, altri 18 mila uomini vennero a rafforzare la presenza islamica e da quel momento il bilad al-Andalus divenne sempre più potente e in grado di controllare stabilmente il territorio.

L'etimologia della parola Andalusia o al-Andalus che una lectio facilior propone imperterrita da tempo come "paese dei Vandali" non ha alcun motivo logico ed etimologico di esistere. È sufficientemente dimostrato dagli studiosi più accreditati che la parola deriva invece dal goto “Landahlauts” (lotti terrieri), i "feudi" cioè attribuiti ai nobili visigoti. Gli Arabi apposero il loro articolo determinativo "al" a tale parola, originando l'aggettivo "al-Landahlautsiyya". L'espressione originaria era dunque "bilàd al-landahlautsiyya" (paese dei feudi gotici) che si semplificò in "bilàd al-andalusiyya" e che originò il toponimo "al-Andalus".
L'avanzata arabo-berbera islamica coinvolse la Settimania, la Linguadoca e il Rossiglione. Nel 725 Anbasa ibn Suhaym al-Kalbi conquistò Carcassonne giungendo fino a Nîmes, Autun e Luxeuil, fruendo del valido aiuto del duca franco d'Aquitania Oddone I. Nel 732 il governatore ‘Abd al-Rahmān ibn ‘Abd Allāh al-Ghāfiqī penetrò verso Tours ma Carlo Martello, Maggiordomo di palazzo d'Austrasia, lo sconfisse a Poitiers in una battaglia che le fonti arabe chiamarono del balāt al-shuhadā' (il lastricato dei màrtiri).
Bloccato questo tentativo di espansione oltre i Pirenei, Pelayo, nobile visigoto cristiano, si ritagliò nel 722, con la battaglia di Covadonga, nelle Asturie, un regno che sarà chiamato asturleonese per il fatto di avere come propria capitale León (la romana Legio Septima Gemina). Suo figlio Alfonso I il Cattolico allargò i confini del regno all'Astorga, alla Vecchia Castiglia e a buona parte della Galizia, all'Álava e al versante meridionale dei monti cantabrici. Tra varie vicende di conversioni all'Islam e ribellioni di nobili, il dominio arabo, inizialmente poco strutturato ma efficace, si stabilizzò per alcuni secoli nella maggior parte della Penisola iberica. Alcune fonti considerano in effetti inadeguata la definizione di Reconquista per la storia della Penisola iberica tra il 718 e il 1492, e preferiscono definire questo lungo periodo, caratterizzato dalla coesistenza tra regni cristiani ed emirati musulmani, come "conquista cristiana" della Penisola contro il dominio musulmano che si era consolidato nel sud.

Il punto più alto della presenza araba in al-Andalus fu il califfato indipendente stabilito nel X secolo da 'Abd al-Rahmàn III, che aprì per le regioni interessate un'epoca di grande tolleranza, prosperità e sviluppo delle città (Cordova fu a quel tempo la città più grande dell'Europa occidentale, con i suoi 500.000 abitanti).
Tra alleanze dinastiche e guerre di religione assimilate alle Crociate (non a caso la parola cruzada è spagnola), tra battaglie vinte e sempre più spesso perdute dai califfi, la fine del Medioevo trovò comunque la Penisola divisa in quattro regni cristiani (Castiglia, Aragona, Navarra, assorbita a metà del XVI secolo dalla Castiglia) e Portogallo più il sultanato musulmano di Granada.
Il 1492 è l'anno che segna alcuni eventi epocali che orienteranno la storia della Penisola iberica nei secoli successivi: la caduta di Granada, la cacciata degli ebrei (l'Inquisizione era arrivata alla corte di Castiglia nel 1478) e la scoperta dell'America.
Da qui in poi la storia della Penisola iberica diventa la storia dei suoi Stati nazionali.

### Iberismo

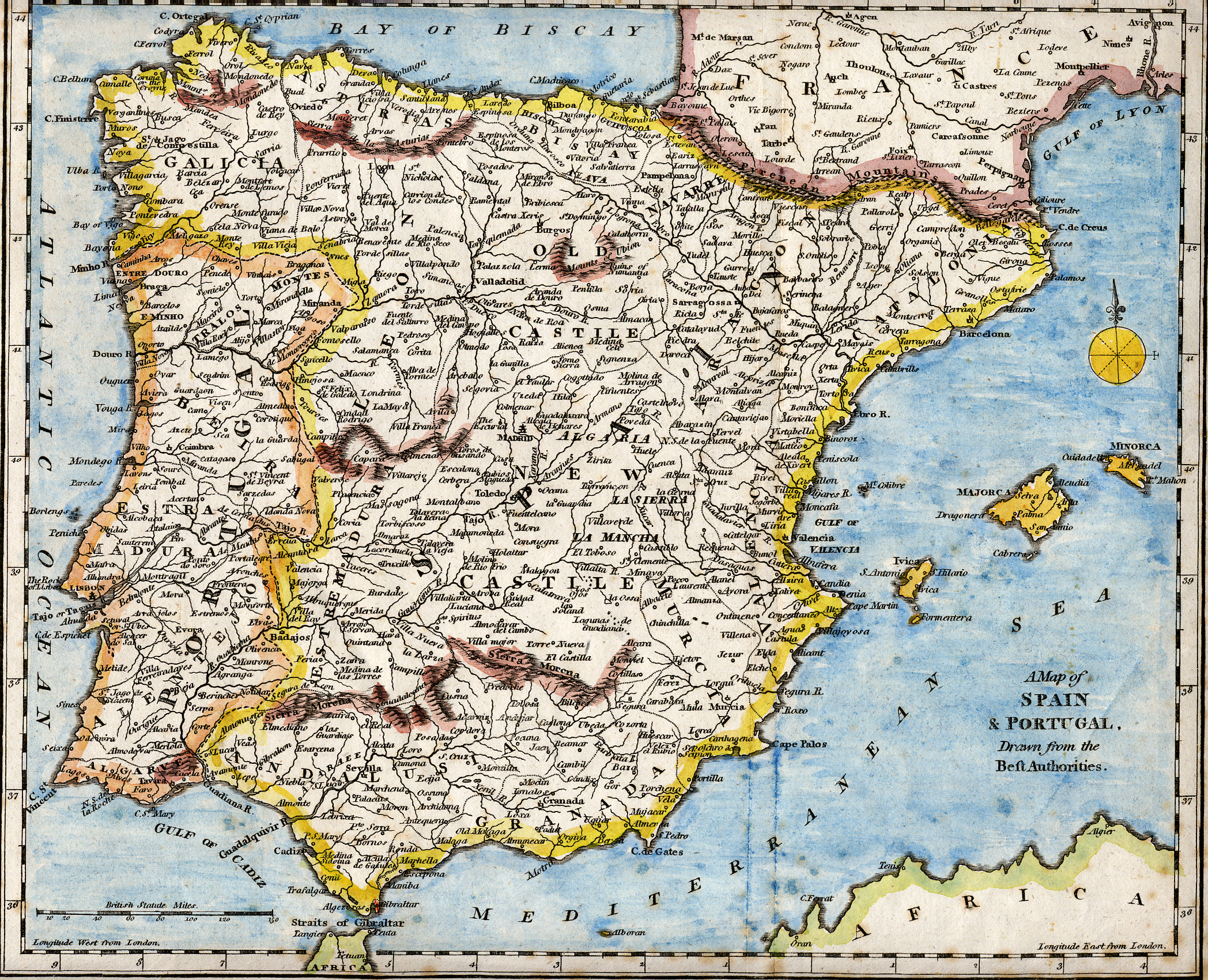
Mappa della penisola iberica risalente al XVIII secolo.

Nel XVIII secolo, attraverso le idee di alcuni pensatori iberici e a partire dai fatti che portarono Italia e Germania all'indipendenza, nasce l'iberismo, non un vero e proprio movimento, ma un'idea secondo la quale la penisola iberica deve essere unita politicamente. Tra i sostenitori di ciò vi era lo scrittore portoghese José Saramago.

## Statistiche
- La penisola iberica è il maggiore produttore di olio d'oliva: ben 6.020.000 q annui.
- La penisola iberica è anche il maggiore produttore di mercurio: circa 1497 t annue.

## Nome della penisola iberica nelle diverse lingue ufficiali e co-ufficiali
- Spagnolo (Castigliano): Península ibérica
- Portoghese: Península Ibérica
- Inglese: Iberian Peninsula
- Catalano e Valenciano: Península Ibèrica
- Mirandese: Península Eibérica
- Basco: Iberiar Penintsula
- Gallego: Península Ibérica
- Aranese: Peninsula Iberica